# Hamza Dursun
Hamza Dursun (* 11. Februar 1994) ist ein ehemaliger türkischer Skilangläufer.

## Werdegang
Dursun startete international erstmals im Februar 2011 beim Europäischen Olympischen Winter-Jugendfestival in Liberec und belegte dabei den 77. Platz über 10 km klassisch, den 69. Rang im Sprint und den 68. Platz über 7,5 km Freistil. Im folgenden Jahr errang er bei den Olympischen Jugend-Winterspielen in Innsbruck den 30. Platz im Sprint und den 28. Platz über 10 km klassisch und bei den Nordischen Junioren-Skiweltmeisterschaften in Erzurum den 74. Platz im Sprint, den 65. Platz über 10 km klassisch und den 19. Platz mit der Staffel. Bei der Winter-Universiade 2013 im Lago di Tesero lief er auf den 64. Platz im Sprint, auf den 62. Rang im Skiathlon und auf den 58. Platz über 10 km Freistil und bei den Nordischen Junioren-Skiweltmeisterschaften 2014 im Fleimstal auf den 70. Platz im Skiathlon und auf den 67. Rang über 10 km klassisch. Im Januar 2015 kam er bei der Winter-Universiade in Štrbské Pleso auf den 47. Platz im Sprint, auf den 44. Rang über 10 km klassisch und auf den 37. Platz im 30-km-Massenstartrennen. Sein bestes Ergebnis bei der Winter-Universiade 2017 in Almaty war der 29. Platz im Sprint. Bei den nordischen Skiweltmeisterschaften 2017 in Lahti belegte er den 89. Platz im Sprint und den 80. Rang über 15 km klassisch. Im Dezember 2017 absolvierte er in Davos sein erstes Weltcuprennen und errang dabei den 97. Platz im Sprint. Bei den Olympischen Winterspielen 2018 in Pyeongchang lief er auf den 92. Platz über 15 km Freistil, auf den 71. Rang im Sprint und auf den 28. Platz zusammen mit Ömer Ayçiçek im Teamsprint. Im folgenden Jahr lief er bei den nordischen Skiweltmeisterschaften in Seefeld in Tirol auf den 70. Platz im Sprint und auf den 26. Rang zusammen mit Yusuf Emre Fırat im Teamsprint und bei der Winter-Universiade in Krasnojarsk auf den 33. Platz über 10 km klassisch, auf den 31. Rang in der Verfolgung auf den 30. Platz im Sprint. In der Saison 2019/20 errang er mit einem zweiten und zwei dritten Plätzen, den vierten Platz in der Gesamtwertung des Balkancups. Zudem startete er in Davos letztmals im Weltcup, wobei er den 72. Platz im Sprint errang. Bei den nordischen Skiweltmeisterschaften im folgenden Jahr in Oberstdorf belegte Dursun den 100. Platz im Sprint und den 91. Rang über 15 km Freistil. Nach der Saison 2020/21 beendete er seine Karriere.